# 世にも奇妙な物語 秋の特別編 (2004年)
『世にも奇妙な物語 秋の特別編』（よにもきみょうなものがたり あきのとくべつへん）は、2004年9月20日（月曜）21:00 - 23:08（JST）にフジテレビで放送された『世にも奇妙な物語』の特別編。

## 不幸せをあなたに

### キャスト
- 立川美紗 - 篠原涼子
- 男 - 國村隼
- 後藤晃次 - 原田龍二
- 長尾一美 - 岩崎ひろみ
- 部長 - 松澤一之
- 金森裕樹 - 長谷川朝晴
- 木下智子 - 原田佳奈
- 若い女 - 小幡茜
- お手伝い - おぎのきみこ
- 取立て屋 - きくちとめお
- 医者 - 窪園純一

### スタッフ
- 原作 - 近藤史恵「不幸せをどうぞ」（「自選ショート・ミステリー」所収 / 講談社）
- 脚本 - 旺季志ずか
- 演出 - 都築淳一

## 空白の人

### キャスト
- 川越由紀 - 瀬戸朝香
- 木下友恵 - 山口香緒里
- 沢渡ケンタ - 山下徹大
- 内藤 - 緋田康人
- 山形医師 - 北山雅康
- 質屋 - 垂澤和成
- 店員 - 宮本武士
- レポーター - 光井みほ
- 記者 - 大谷俊平

### スタッフ
- 原案 - 高山直也
- 脚本 - 岡本貴也
- 演出 - 植田泰史

## 地獄は満員

### キャスト
- 重松剛三 - 津川雅彦
- 武藤 - 松重豊
- 少女 - 美山加恋
- 岸 - 平沼紀久
- 手下 - 磯村竜太
- ヤクザ - 平山祐介
- 評論家 - 山内勉、しのへけい子、大隈いちろう
- 医者 - 土田アシモ
- 若い男 - 山崎崇史
- そこの人 - 坂本三成
- リポーター - 神谷美帆
- お年寄り - 市川千恵子
- ホステス - 井上尚子、上村さおり、黒沢美香、笹野明日香、椎名ゆか、武田梢、田中いちえ、中島貴月、灰谷絵美、安田樹里
- アナウンサー - 向坂樹興
- サラリーマン - 浅野和之

### スタッフ
- 脚本 - 山浦雄大
- 演出 - 福本義人

## 過去からの日記
- 主演 - 西島秀俊

## あけてくれ

### キャスト
- シナコ - 優香
- ケンタロウ - 石垣佑磨
- ミユキ - 一戸奈未
- ヒロシ - 井澤健

### スタッフ
- 原作 - 松山ひろし「開けてくれ」（「3本足のリカちゃん人形」所収 / イースト・プレス）
- 脚本・演出 - 君塚良一